# 중국 민주 건국회
중국 민주 건국회(중국어 간체자: 中国民主建国会, 정체자: 中國民主建國會, 병음: Zhōngguó Mínzhǔ Jiànguóhuì)는 중화인민공화국의 위성정당인 민주당파 정당 가운데 하나로, 약칭은 민건(民建)이다.
1945년 12월 16일 충칭에서 민주 건국회(중국어 간체자: 民主建国会, 정체자: 民主建國會)라는 이름으로 설립했으며 당원은 주로 기업가와 경제 관련 인사, 전문가, 학자들로 구성되어 있다. 현재 천창즈가 중앙위원회 주석을 맡고 있으며 당원 수는 약 90,000여 명이다.